# Acri
Acri ist eine Stadt in der Provinz Cosenza in der italienischen Region Kalabrien mit 18.548 Einwohnern (Stand 31. Dezember 2023).
Die Nachbargemeinden sind: Bisignano, Celico, Corigliano-Rossano, Longobucco, Luzzi, Rose, San Cosmo Albanese, San Demetrio Corone, San Giorgio Albanese, Santa Sofia d’Epiro und Vaccarizzo Albanese.
In Acri wird der Kapuziner Angelo von Acri verehrt. Er wurde am 19. Oktober 1669 dort geboren und starb am 30. Oktober 1739 ebenfalls in Acri. Am 15. Oktober 2017 wurde er von Papst Franziskus heiliggesprochen.
Acri ist die Heimatstadt von Angelo Siciliano, der in den USA als Charles Atlas Berühmtheit erlangte.   